# Zeitenlik

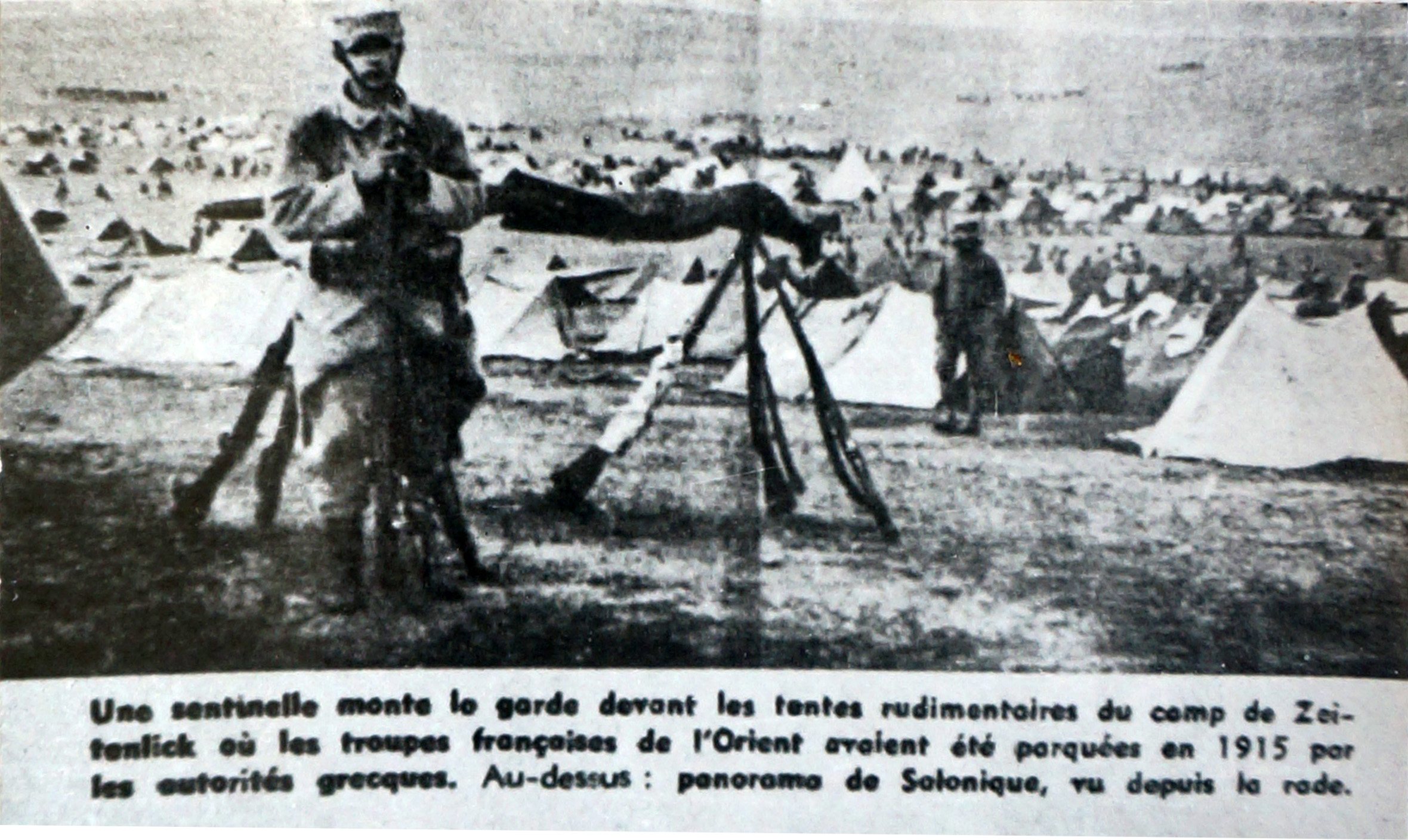
Camp de Zeitenlik

Zeitenlik (grec moderne : Ζέιτενλικ ) est un cimetière militaire situé dans l'agglomération de Thessalonique, en Grèce. Il contient les dépouilles de soldats serbes, français, anglais, italiens, russes, ainsi que des prisonniers de guerre bulgares, tombés durant l'Expédition de Salonique lors de la Première Guerre mondiale.
20 500 morts de cinq nationalités sont inhumés dans le cimetière, le plus grand du pays.

## Étymologie
Le nom est formé à partir du mot turc Zeytin signifiant Olive et pouvant être traduit par plantation d'olives ,.

## Localisation
Le cimetière se trouve dans la rue Lagada menant à la place Vardariou. Il se situe dans le district municipal d'Ambelókipi, au sein du dème d’Ambelókipi-Meneméni, dans l'aire urbaine de Thessalonique. Il forme une enclave de 1 500 m2. Certains pensent que ce lieu a été choisi à l'endroit où se trouvait le cimetière catholique de Saint-Vincent de Paul, mais aussi en raison de la conversion des habitations du quartier adjacent de Lazariston en hôpital , devenu l'hôpital principal serbe pendant la guerre. C'est aussi le nom du camp où les troupes françaises et anglaises furent stationnées par les Grecs, où ils construisirent ensuite le camp retranché de Salonique.
En outre, il s’agit de l’endroit où a eu lieu le premier enterrement organisé de soldats sur le front macédonien (jusque-là, les morts étaient soit enterrés dans des monuments érigés sur les champs de bataille, soit envoyés dans leur propre pays).

## Histoire

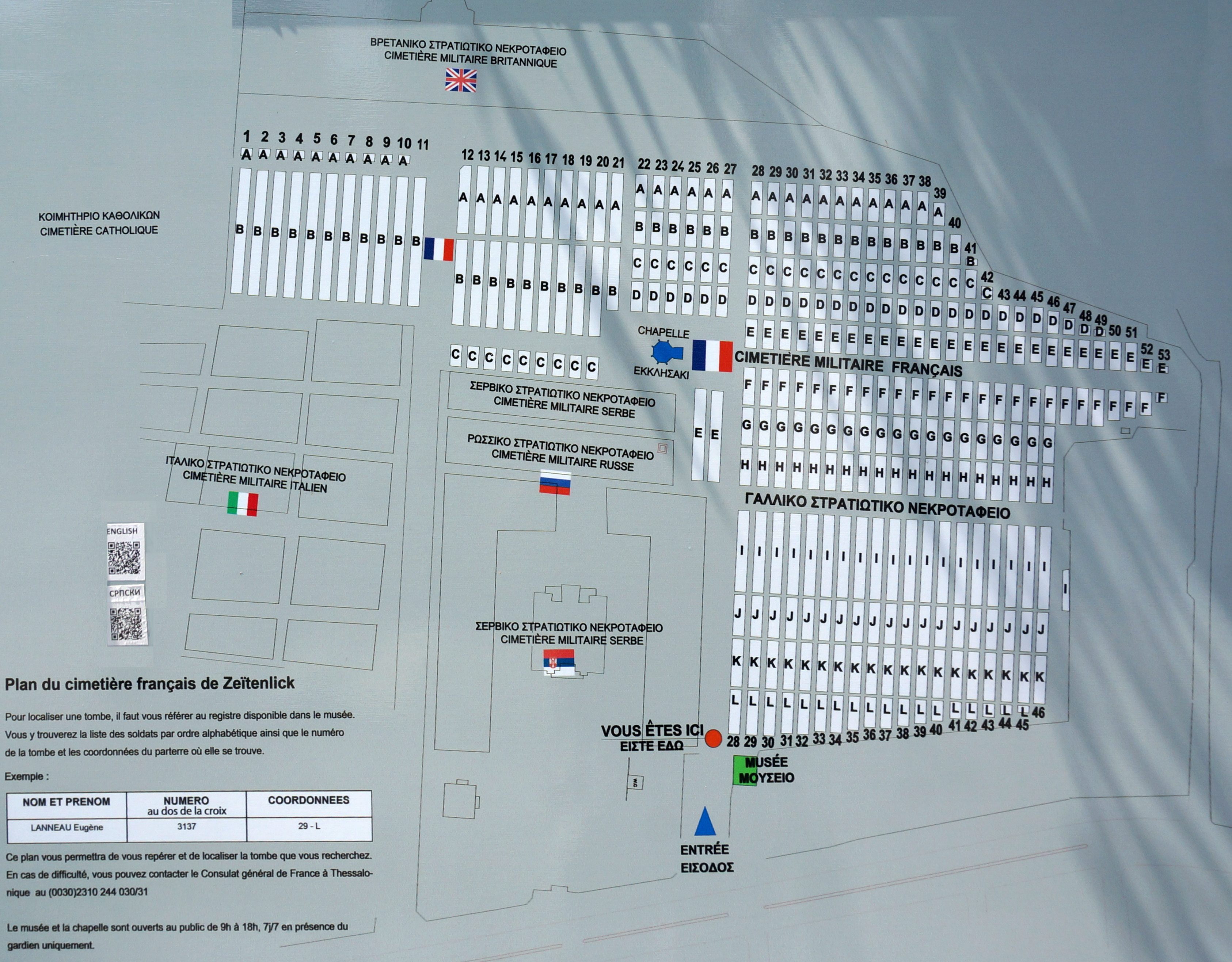
Plan de la nécropole.

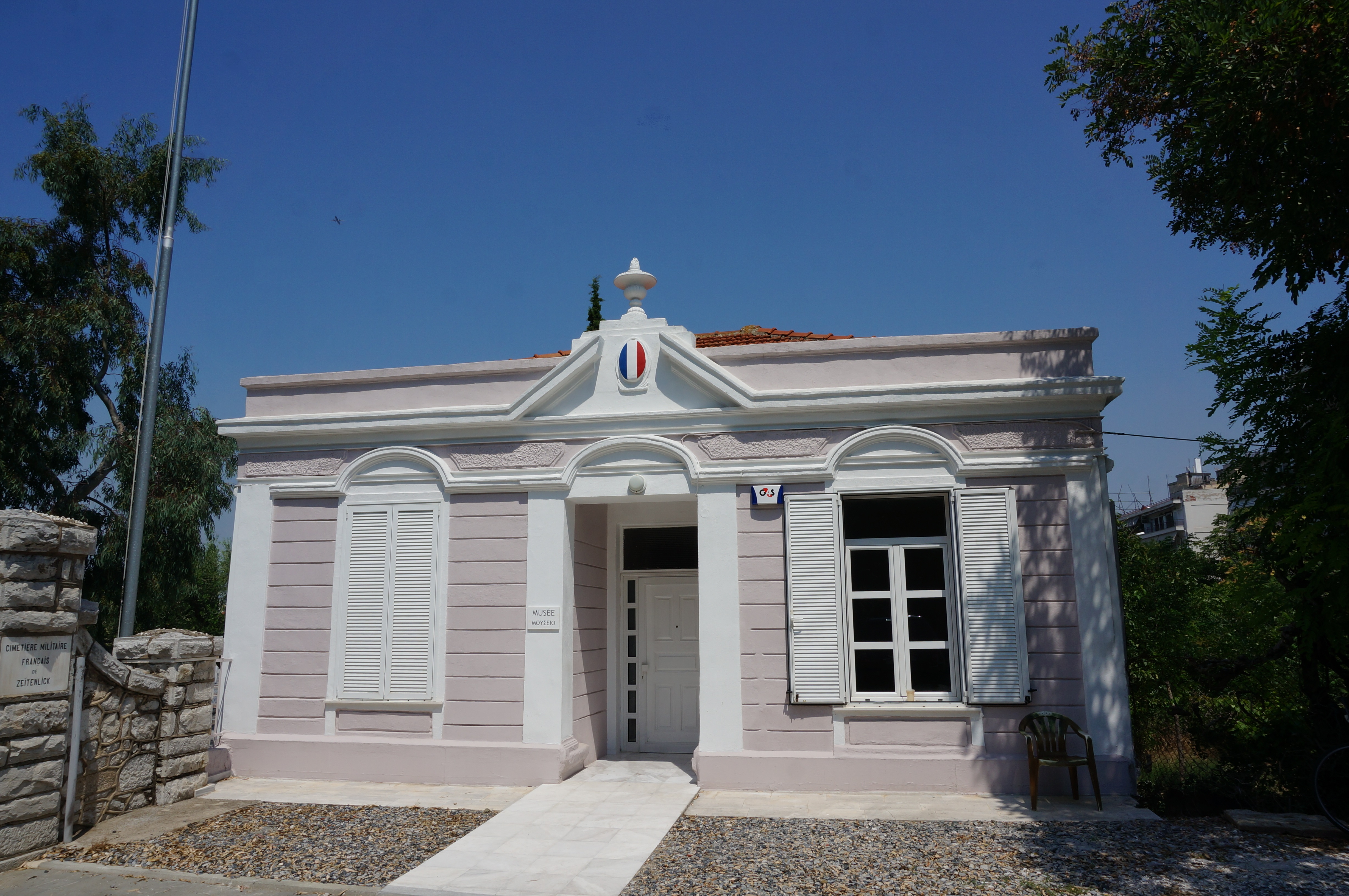
Le musée.

Le 20 novembre 1920, l'accord pour la création du cimetière est signé par les Alliés, représentés par le généraux Jean Noël Boucher (sl), George Milne, Živojin Mišić, le colonel Giamberini (Italie) et le gouverneur général de Thessalonique Adosidis. L'État grec acheta ainsi les terres sur lesquelles repose le cimetière et en laissa l'usufruit aux États alliés, tandis que les Alliés supportent les coûts d'entretien du cimetière . Les travaux ne commencèrent qu'en 1933 et l'inauguration intervint pour le 11 novembre 1936. De nombreux cyprès jalonnent les allées et rythment le monument.
C’est Savo Mihailović qui a été le premier garde de la nécropole. Ce combattant serbe de la Première guerre mondiale a été le chef du groupe responsable de l'exhumation des combattants serbes et de leur transfert vers le site du futur cimetière. Mihailović a vécu à l’intérieur de la nécropole, dans une maison construite pour lui et sa famille. Il a surveillé le site jusqu'à sa mort, en 1928. Son corps a été enterré à Zeitenlik. Savo Mihailović a été remplacé par son fils Duro. Ce dernier est décédé en 1961 et a également été inhumé à Zeitenlik. Le gardien actuel du cimetière est Dorde Mihailović (en) (fils de Duro et petit-fils de Savo). Il est né en 1928 et habite à Zeitenlik avec son épouse et sa fille. Il a obtenu la permission d'être la dernière personne inhumée au cimetière de Zeitenlik.
Les présidents français Charles de Gaulle et Valéry Giscard d’Estaing ont visité Zeitenlik en 1963 et 1975 respectivement, afin d’honorer les Poilus morts.
Dans le cadre du Centenaire de la Grande guerre, le “musée de la nécropole militaire française à Zeitenlik” a été aménagé à la place de l’entrée du secteur français par le Consulat général de France à Thessalonique, la Mission du centenaire et des partenaires grecs. Ouvert depuis mai 2014, il a officiellement été inauguré le 15 mars 2015 en présence du Secrétaire d'État français chargé des Anciens combattants et de la Mémoire (Jean-Marc Todeschini), de la Vice-ministre déléguée à la Macédoine et la Thrace (María Kóllia-Tsarouchá), du maire de Thessalonique (Yiánnis Boutáris) et d’autres représentants politiques, militaires et religieux.
Chaque 11 novembre (jour du Souvenir), une cérémonie est organisée à Zeitenlik, où le consul général de France à Thessalonique rend hommage aux Poilus inhumés, en présence des autorités helléniques. D’autre part, les navires militaires de la marine française laissent une plaque honorifique dans la chapelle rouge.
Chaque année, des centaines de touristes (dont des pèlerins) se rendent au cimetière. La majorité d’entre eux est d’origine serbe du fait de la proximité du pays balkanique par rapport à la Grèce.

## Soldats inhumés
Chacun des cinq pays alliés de la Première guerre mondiale (France, Serbie, Russie, Royaume-Uni, Italie) ont un secteur à eux.
Voici la composition de la nécropole :      
- secteur français : 8 089 tombes
- secteur serbe : 7 500 tombes
- secteur italien : 3 000 tombes
- secteur anglais : 1 600 tombes
- secteur russe : 400 tombes

### Serbes

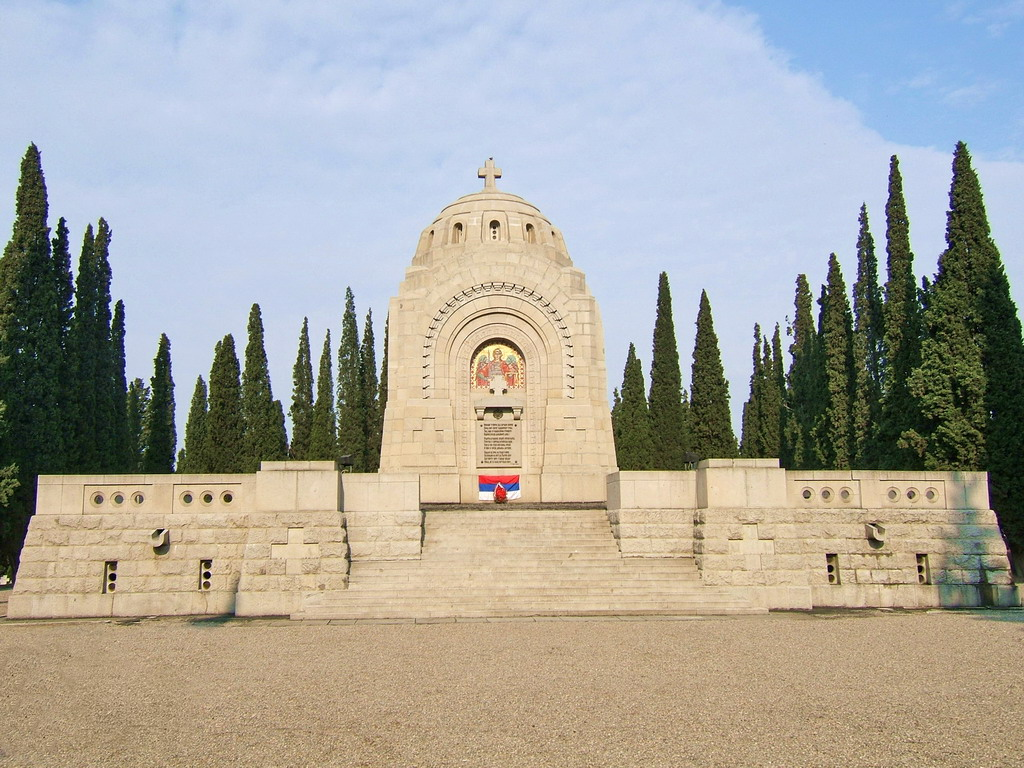
Le cénotaphe serbe

La partie serbe contient 7 441 dépouilles de soldats serbes tombés tout au long du front, qui furent rapatriés d'autres cimetières, mais aussi les corps de 126 corps de Partisans et  de déportés morts lors de la Seconde Guerre mondiale. Une chapelle y a été construite. L'imposant cénotaphe serbe, construit entre 1928 et 1936 et situé à l'entrée du cimetière, surplombe un ossuaire souterrain contenant 5 500 dépouilles et constitue un lieu de pèlerinage national important pour les Serbes.

### Français
Parmi les 8 310 soldats français enterrés à Zeitenlik, 6 347 sont métropolitains, 1 222 Sénégalais, 398 Malgaches et Indochinois, et 343 Nord-Africains. 8 102 sont en tombes individuelles.
Trois monuments sont dédiés aux morts des armées d'Orient et aux aviateurs. Une croix et une chapelle y ont été construites.

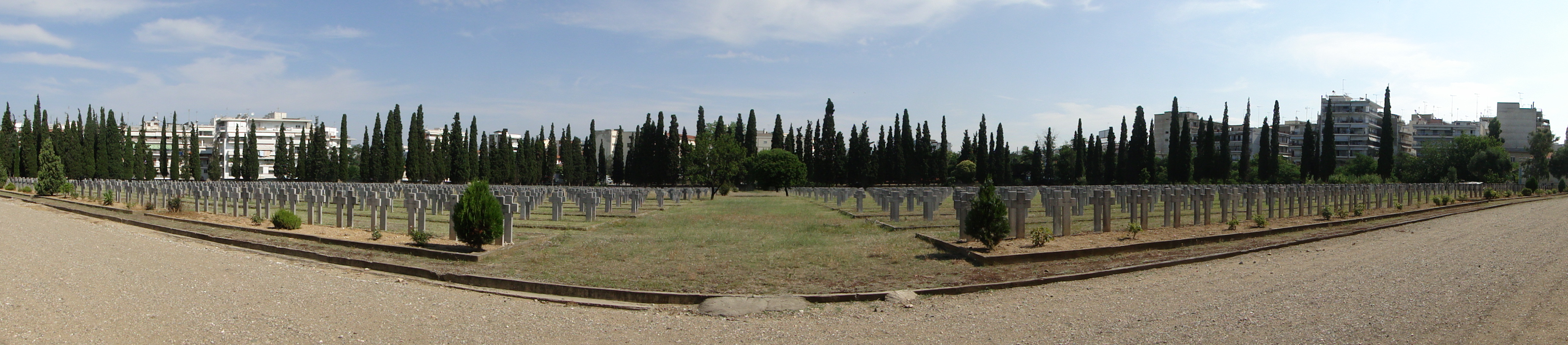
Le secteur français.

### Italiens
Les corps de 3 500 italiens reposent dans ce cimetière, et disposent de leur propre chapelle.

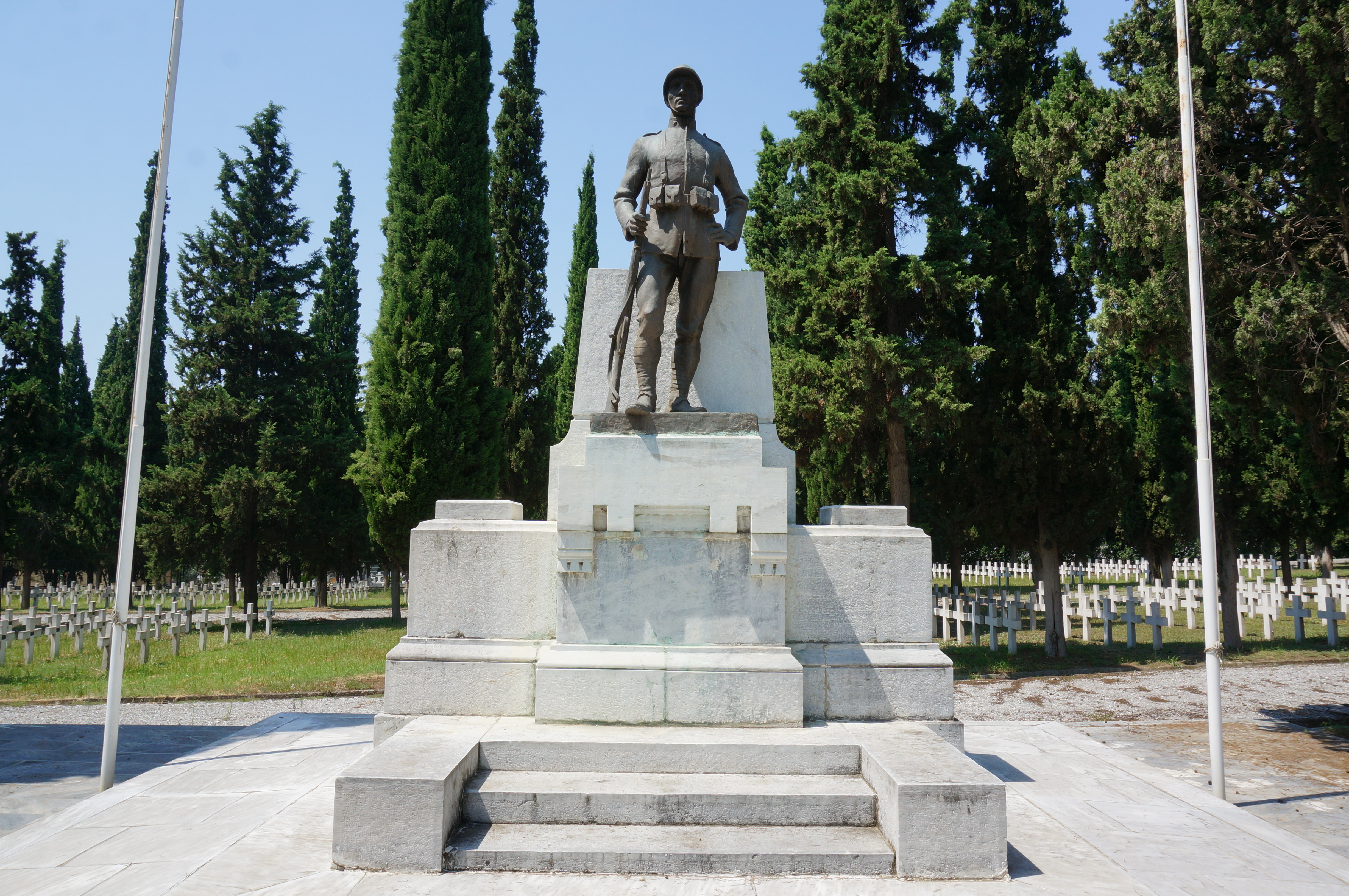
Monument italien.

### Anglais

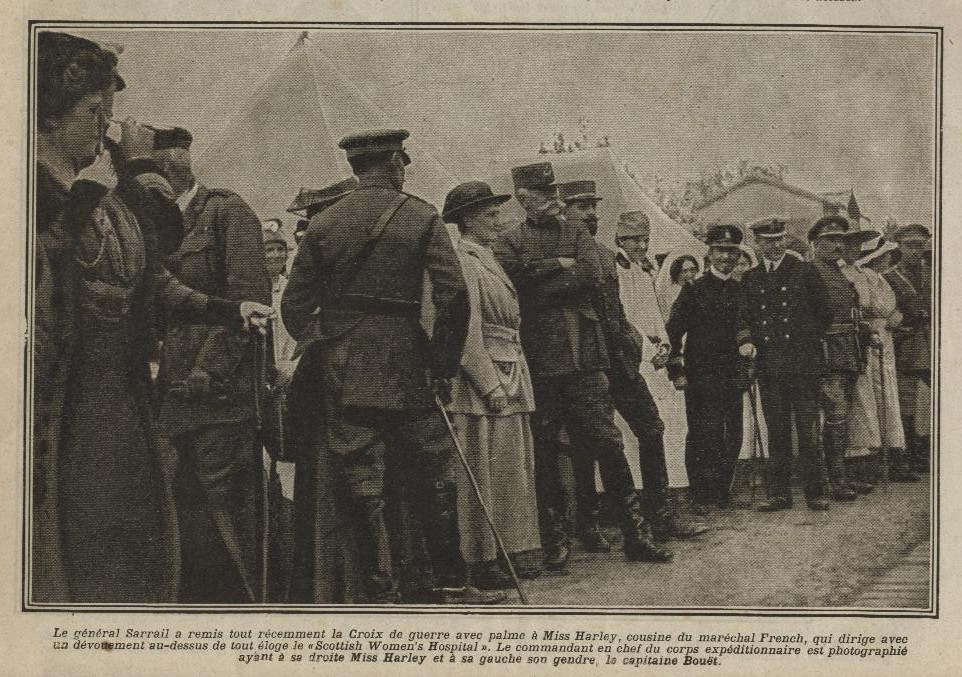
Mrs. Harley, au centre, sœur du maréchal John French et à sa gauche général Sarrail.

1 350 soldats anglais sont enterrés en ce cimetière, ainsi que Katherine Mary Harley, sœur du maréchal French et directrice administrative des Scottish Women's Hospitals, tombée dans un bombardement le 7 mars 1917 à Monastir.

### Russes
493 soldats russes des 2e et 4e brigades qui combattirent sous les ordres du général Lokhvitski reposent ici.

## Images

Visites de V.G.E. et du général de Gaulle, musée du cimetière.
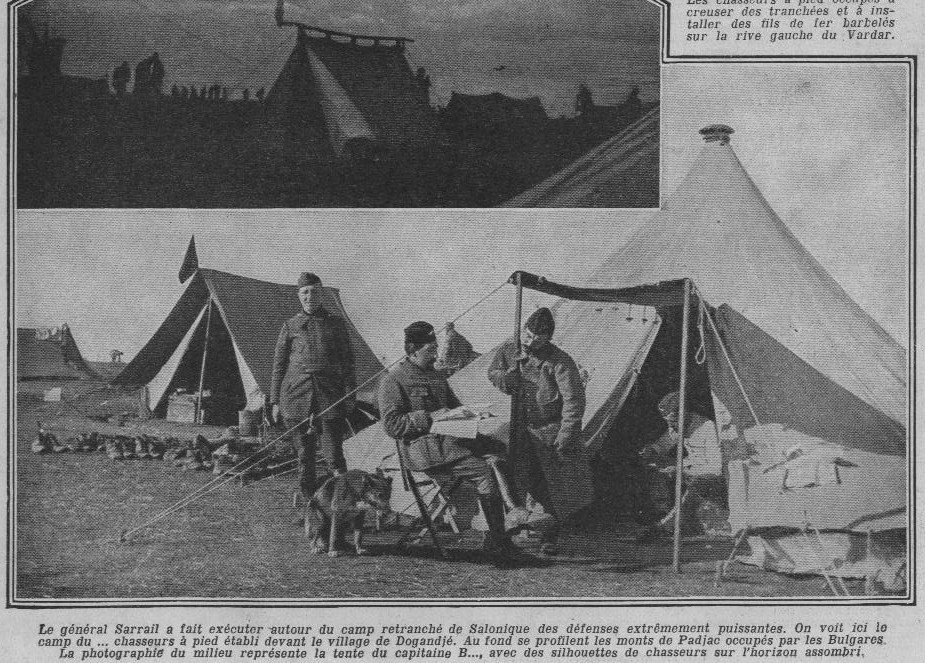
Installations au camp de Zeitenlik, publication dans Le Pays de France.
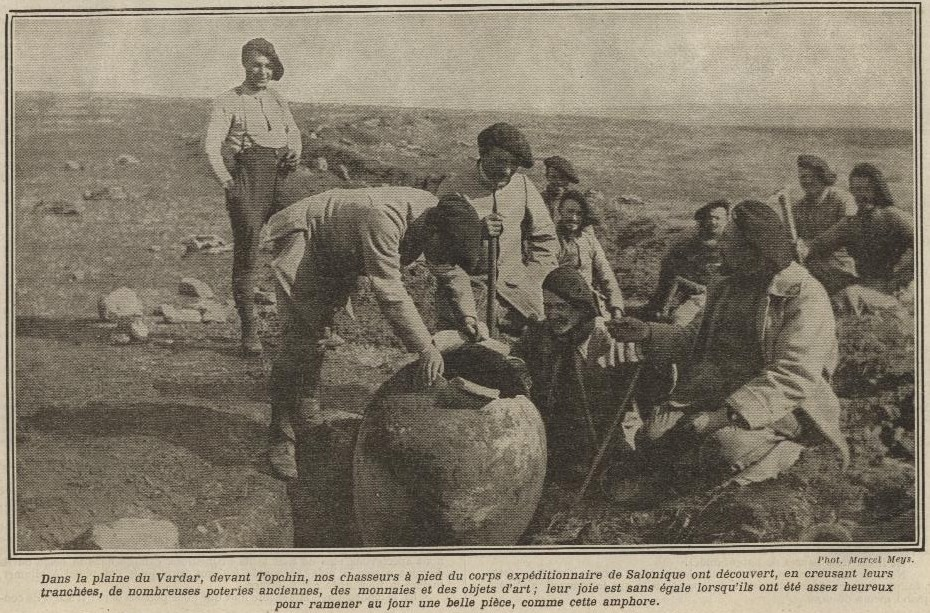
Creusement de tranchées et découvertes archéologiques.
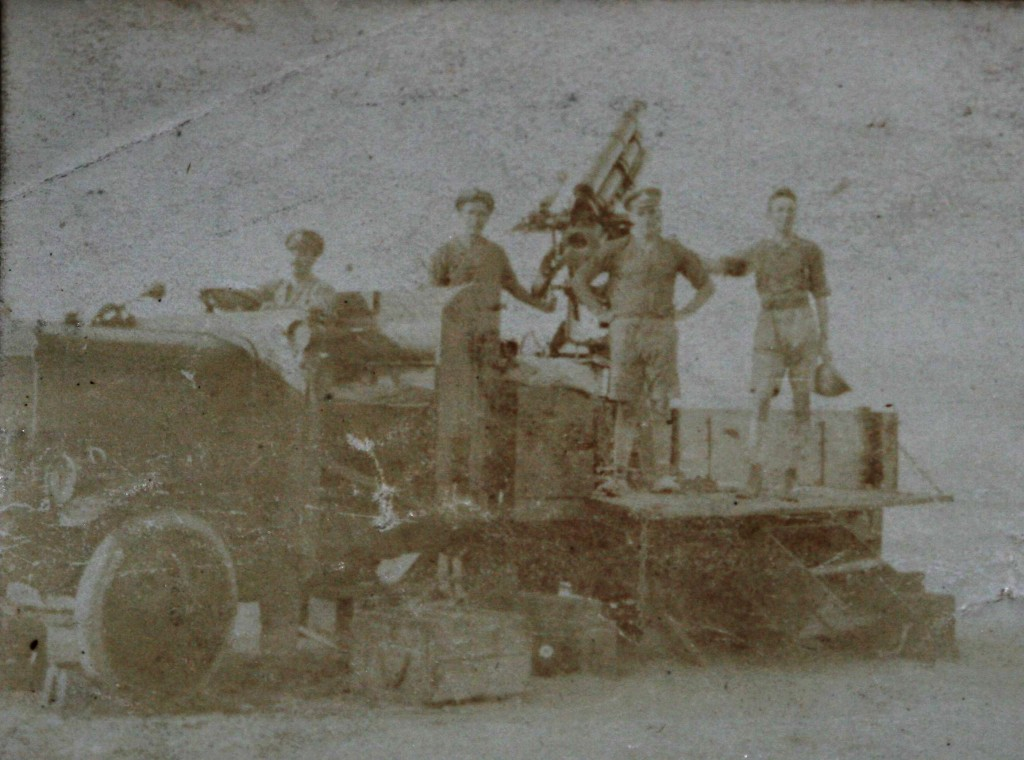
protection contre les attaques aériennes.
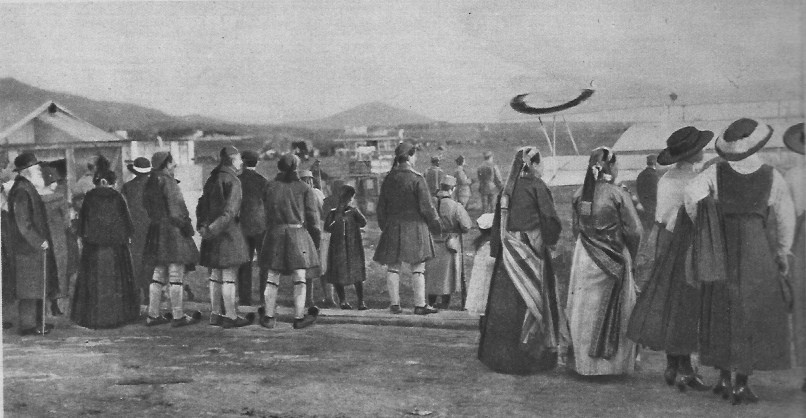
Base aérienne dans le camp de Zeitenlik, Evzones au premier plan.
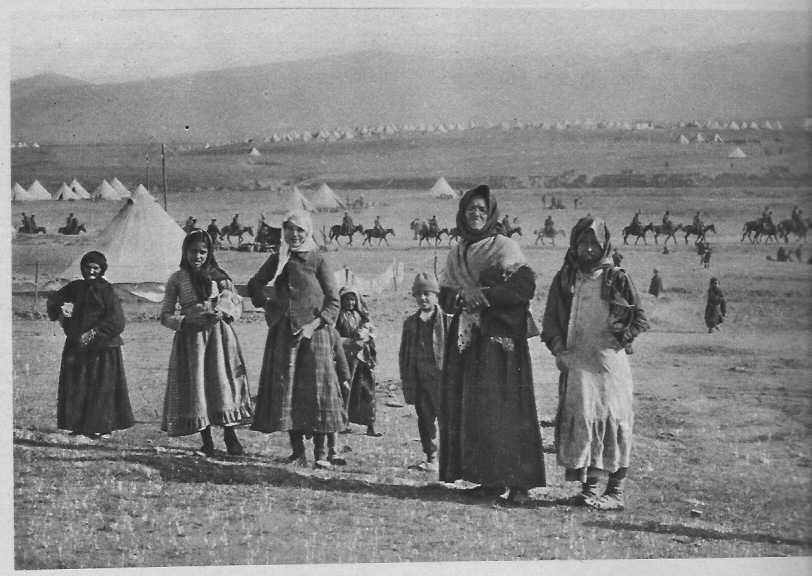
étendue du camp de Zeitenlik, publication dans Le Miroir.
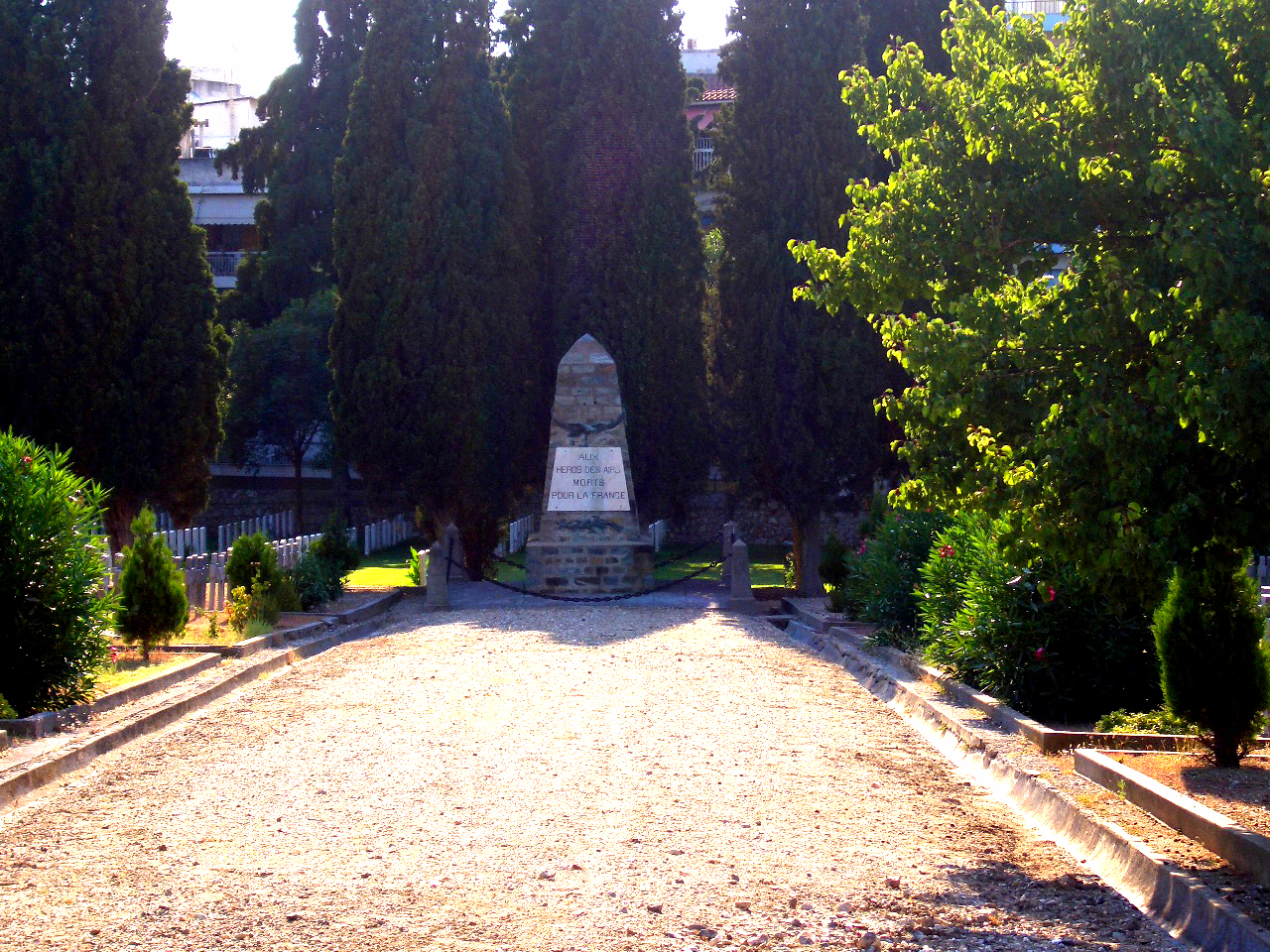
monument français à Zeitenlik.
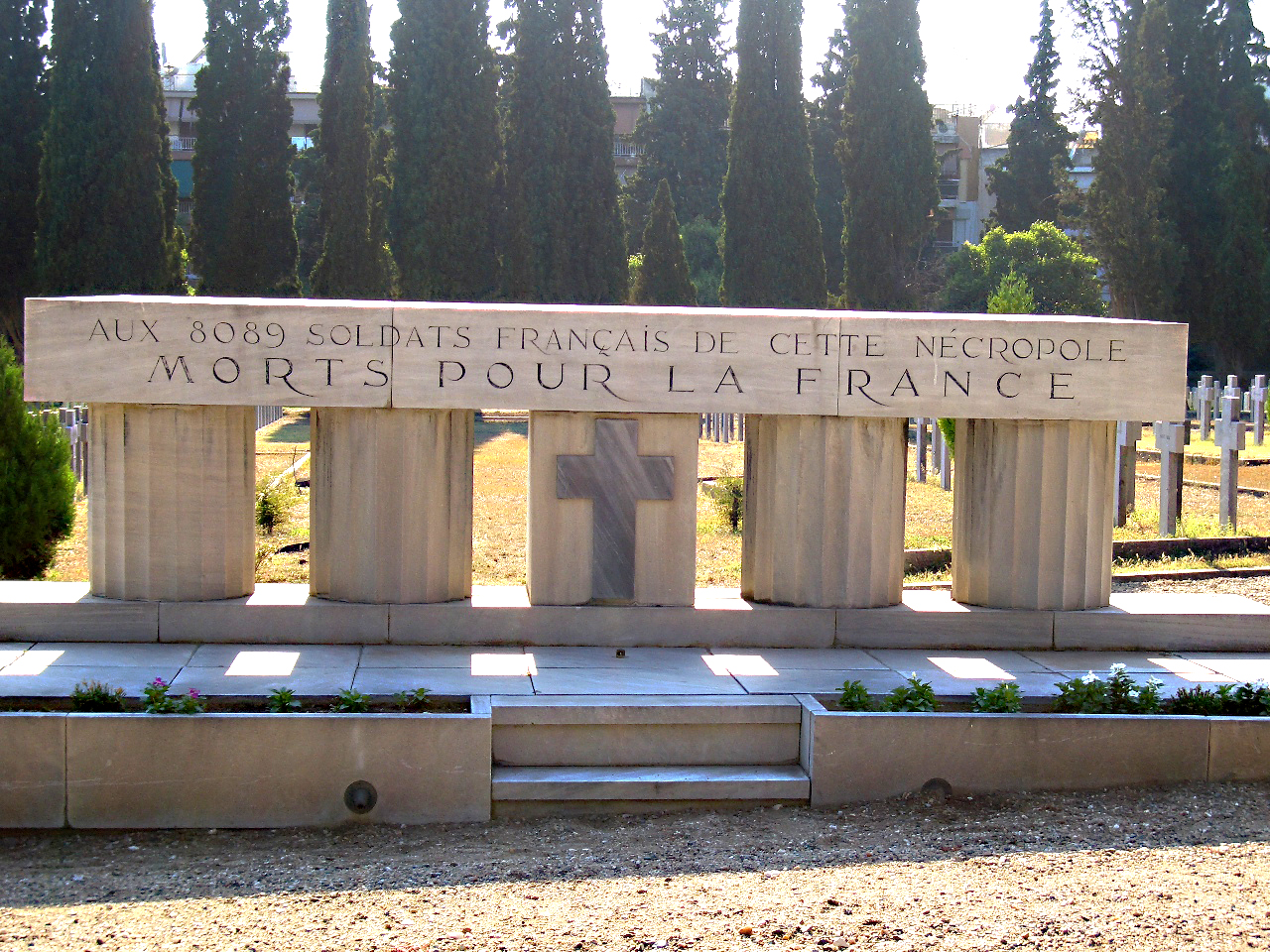
Monument français.
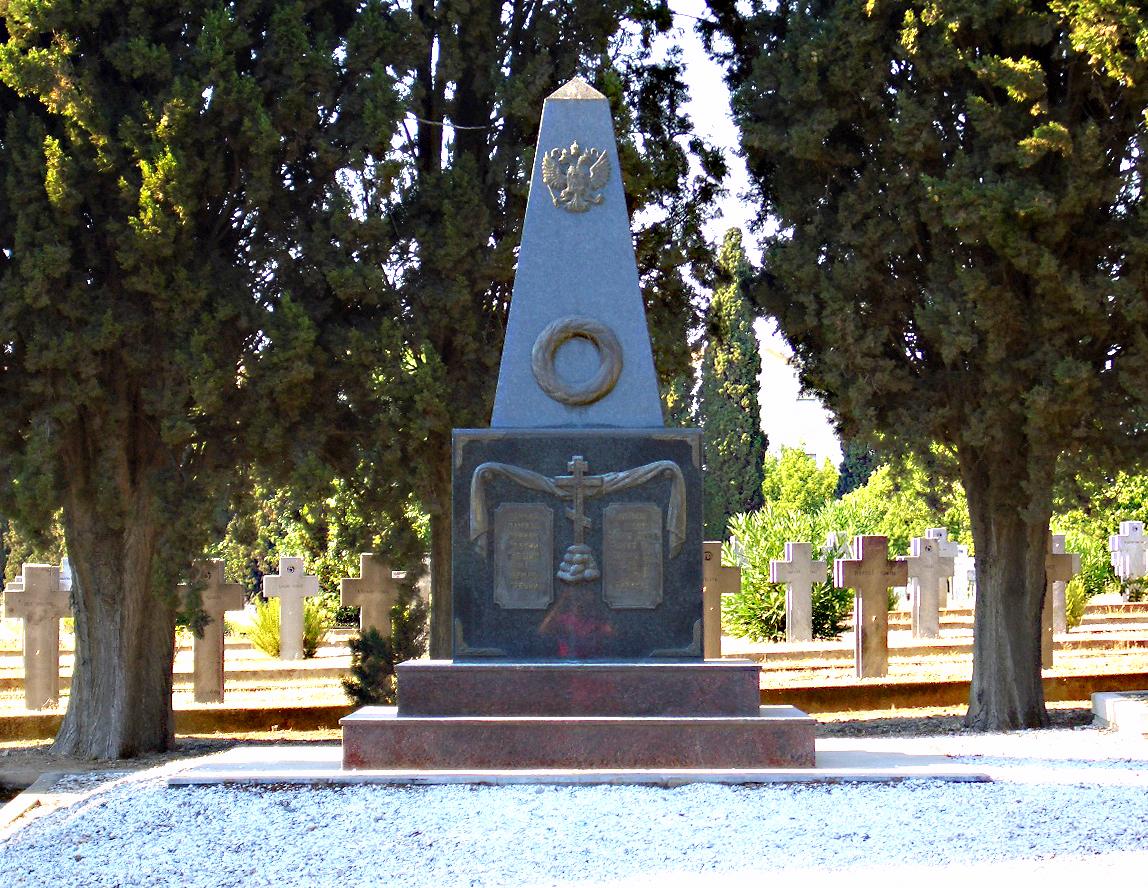
monument russe à Zeitenlik.
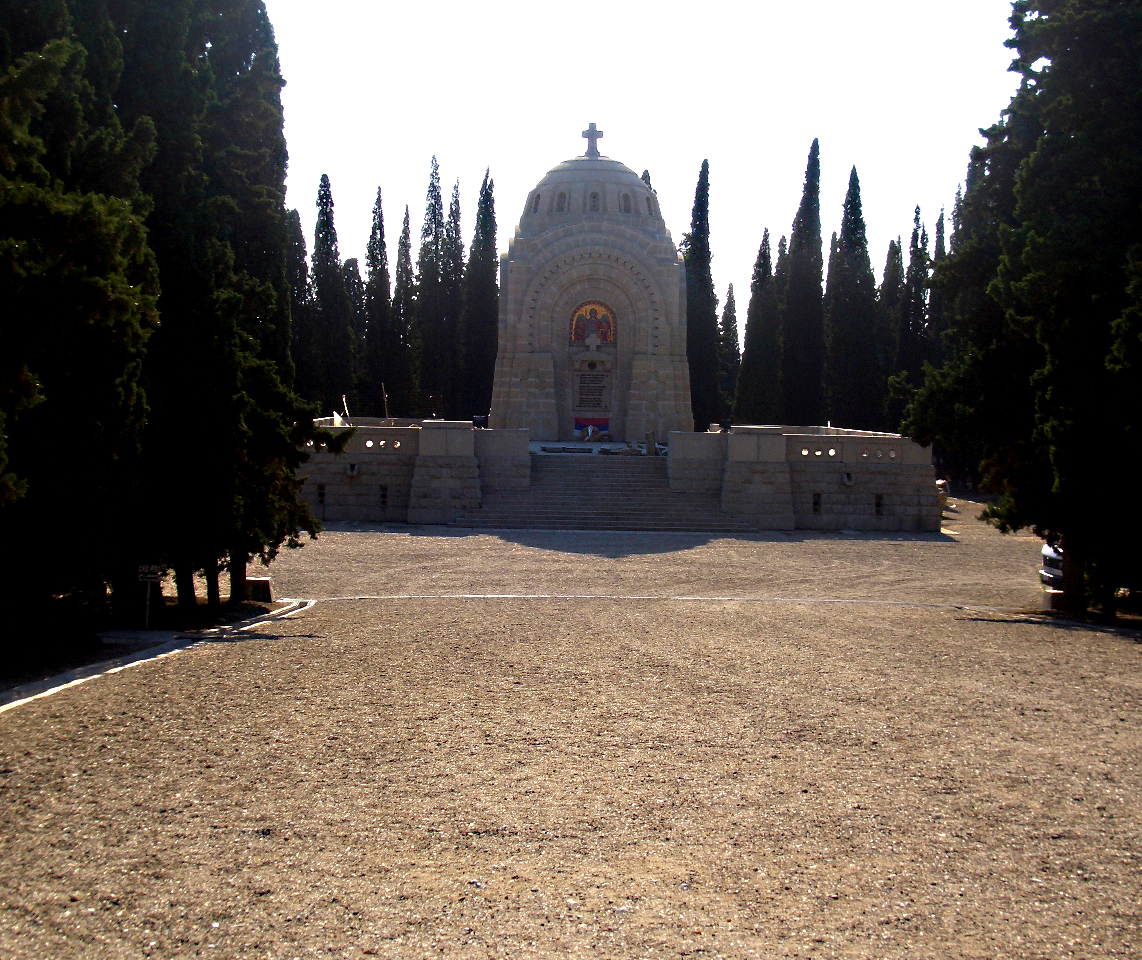
monument serbe à Zeitenlik.
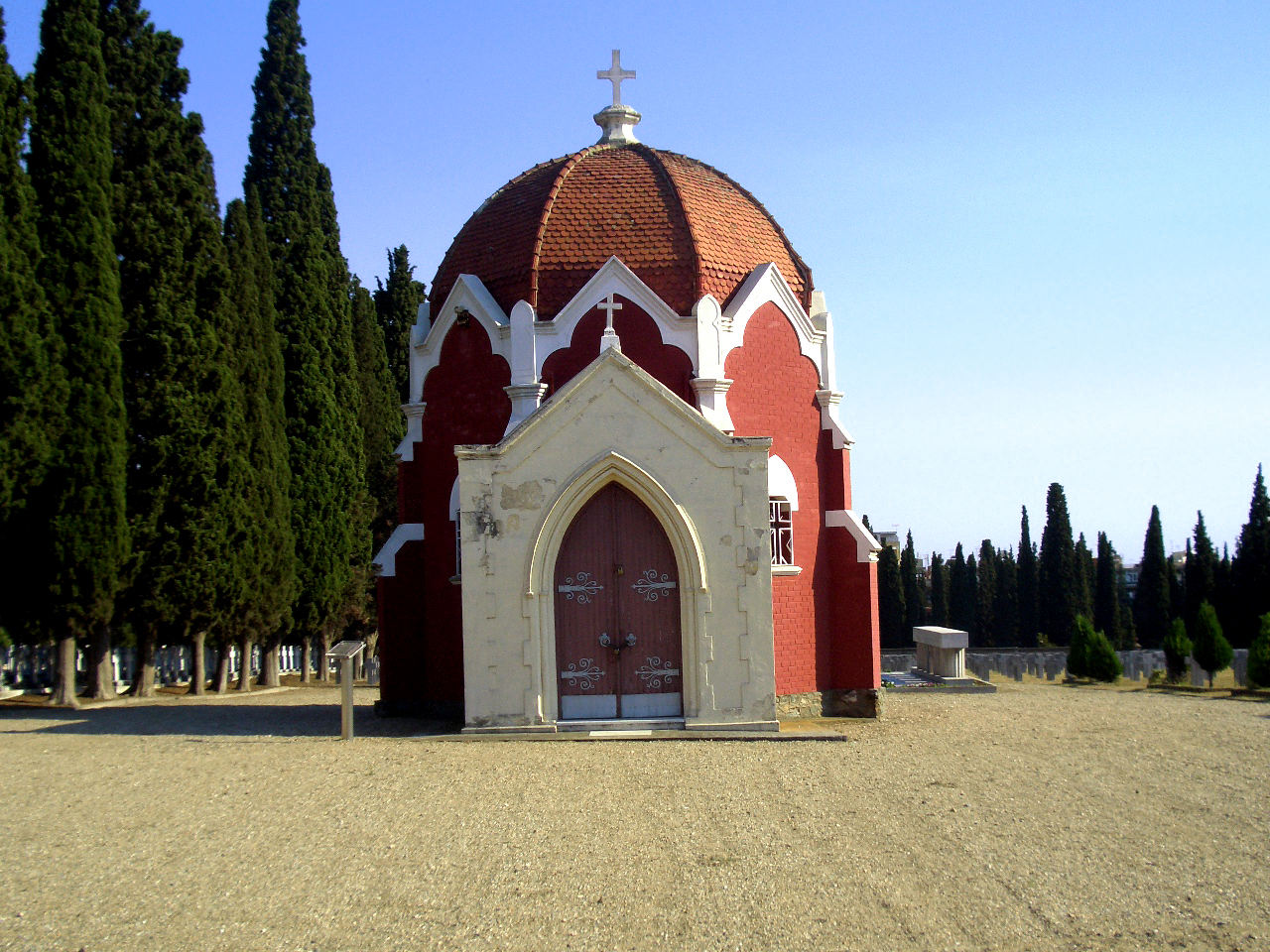
Chapelle où se trouvent des  plaques commémoratives à Zeitenlik.